# Czesław Błaszczak
Czesław Błaszczak (ur. 19 czerwca 1907 w Krakowie, zm. 19 sierpnia 1985 we Wrocławiu) – polski szachista i działacz szachowy.

## Kariera szachowa
Jego pierwszym klubem był Krakowski Klub Szachistów, w barwach którego wielokrotnie startował w mistrzostwach Krakowa, między innymi zajmując drugie (1945) oraz trzecie miejsce (1937). Po zakończeniu II wojny światowej przeprowadził się do Wrocławia. Należał już wówczas do ścisłej czołówki polskich szachistów. W latach 1946–1955 sześciokrotnie uczestniczył w finałach indywidualnych mistrzostw Polski, najlepszy wynik uzyskując w 1946 r. w Sopocie, gdzie zajął V miejsce (za wynik ten otrzymał tytuł mistrza krajowego). W barwach klubu Hetman Wrocław dwukrotnie zdobył srebrne medale drużynowych mistrzostw Polski (Wrocław 1961, Wrocław 1962).
Wielokrotnie startował w mistrzostwach Wrocławia, sukcesy osiągając w latach 1946 (I m.), 1947 (I m.), 1956 (I-II m.), 1957 (II m.), 1959 (II-III m.), 1964 (II m.) oraz 1971 (II m.). Był mistrzem Dolnego Śląska (Jelenia Góra 1955), w zawodach z tego cyklu dobre wyniki osiągnął również w latach 1956 (III-IV m.), 1959 (II-III m.), 1960 (I-II m.) oraz 1972 (III m.). W 1949 r. zdobył w Warszawie tytuł mistrza Polski Pocztowców. W 1956 r. reprezentował barwy Polski (B) w czwórmeczu międzynarodowym z udziałem drużyn Węgier, Czechosłowacji i Polski (A), w którym zdobył 2½ pkt w 5 partiach. Trzykrotnie uczestniczył w turniejach międzynarodowych organizowanych we Wrocławiu: w 1959 r. zajął III-IV m., w 1970 – III-VI m., natomiast w 1971 – VII-IX miejsce.
W 1945 r. był jednym z współzałożycieli powstałego wówczas Okręgowego Związku Szachowego we Wrocławiu. Pełnił również funkcję prezesa Wrocławskiego Klubu Szachowego. W latach 50. działał w strukturach Polskiego Związku Szachowego, m.in. zajmując stanowisko kapitana sportowego.
Po zakończeniu kariery wyczynowej zajął się szkoleniem młodzieży. Do jego wychowanków należeli m.in. mistrzowie międzynarodowi Zbigniew Jaśnikowski i Franciszek Borkowski. Od 1986 r. we Wrocławiu odbywa się Memoriał Czesława Błaszczaka, organizowany przede wszystkim dla dzieci i młodzieży.
Według retrospektywnego systemu Chessmetrics najwyżej sklasyfikowany był w styczniu 1954 r.: zajmował wówczas 347. miejsce na świecie.